# 미스터 부 8 - 귀신 잡는 주고력
미스터 부 8 - 귀신 잡는 주고력(神探朱古力: Chocolate Inspector)은 홍콩에서 제작된 진흔건 감독의 1986년 영화이다. 매염방 등이 주연으로 출연하였다.

## 출연

### 주연
- 매염방
- 호혜중
- 허관문

### 조연
- 허관영
- 교굉
- 진혜민
- 주문건
- 선두랍
- 태보
- 풍극안
- 서금강
- 마리아 코데로
- 진국신